# 市井の人々
『市井の人々』（原題:Smallfolk）はHBOのファンタジー・テレビドラマ・シリーズである『ハウス・オブ・ザ・ドラゴン』のシーズン2の第6話である。Eileen Shimが脚本を書き、アンドリー・パレークが監督した。Shimにとってはシリーズ2話目、パレークにとっては最初の監督作品である。
タイトルは、黒装派による海上封鎖で飢え、暴動を起こす王都の一般庶民たちを表す。
本エピソードでは、ヴィセーリス・ターガリエン1世役のパディ・コンシダイン、そしてその最初の王妃エイマ・アリン役のSiân Brookeがデイモン・ターガリエンの夢の中にゲストとして登場した。
日本ではU-NEXTが配信した。

## あらすじ
黒装派のヴェラリオン艦隊による海上封鎖の結果、王都に住む市井の人々は飢えて暴動を起こす。レイニラは巨竜"ヴァーガー"に対抗できるドラゴンの乗り手を探す。

### 西部にて
西部では、ジェイスン・ラニスターが軍勢を率いて〈黄金の歯〉城　に入る。デイモンがドラゴン"カラクセス"を擁する〈ハレンの巨城〉に進軍する前に、"ヴァーガー"に乗るエイモンドの参軍を求める手紙を送る。

### キングズランディングにて
王都キングうランディングでは、エイモンド摂政王子がジェイスン・ラニスターの求めを一蹴する。ヴェラリオン艦隊の封鎖を破るため、三頭市との同盟を結ぶようタイランド・ラニスターに命じる。さらにクリストン・コールに〈ハレンの巨城)に向かうよう命じる。耳障りな母アリセントを〈小評議会〉から追放する。〈王の手〉の地位を求めるラリス・ストロングを退け、祖父オットー・ハイタワーを呼び戻すようラリスに命じる。
エイゴン王は意識を取り戻し始める。エイモンドは兄王を病床に訪ね、〈深山鴉の巣城〉での出来事を覚えているか迫るも、エイゴンは覚えてないと答える。後にラリスがエイゴンを訪れ、今後の人生で肉体は不具となるも、周囲の者が彼を過小評価することを利用するよう助言する。エイモンドが摂政である間、エイゴンの命は危険にさらされていると話す。
兄グウェインがクリストン・コールとともに〈ハレンの巨城〉に出発する前、アリセントはオールドタウンのハイタワー家に里子に出した末子デイロンのことを尋ねる。グウェインはデイロンが賢く、兄たちと違い優しい子だと答えてアリセントを喜ばせる。
"白蛆"ミサリアの潜入させたスパイたちは、市井の人々が飢えている間に王侯貴族たちが〈赤の王城〉で毎晩饗宴を催しているという噂を広めて庶民を怒らせる。ラリスから庶民の怒りを聞いたエイモンドは市の門を封鎖させる。ミサリアは、レイニラの印の付いた船に食料を満載してキングズランディングに届けさせる。食料をめぐる争いが暴動に転じ、聖堂を訪れていたアリセントとヘレイナは巻き込まれる。民衆は護衛の〈王の盾〉の騎士たちを殺す。

### 谷間の高巣城にて
〈谷間〉の高巣城では、レイナ・ターガリエンがドラゴンの痕跡を見つける。アリン家当主のジェイン・アリンは野生のドラゴンだと答える。エッソスのペントスのプリンス・レッジオがレイナおよびレイニラの幼子たちの保護を承知したと話し、出発を準備させる。

### ハレンの巨城
〈ハレンの巨城〉では、デイモンが兄ヴィセーリス・ターガリエン1世王の夢に悩まされ、サイモン・ストロングの仕業と疑って城を出る準備をする。アリス・リヴァーズが数日待てば状況は変わるとデイモンに話す。数日後、サイモン・ストロングはリヴァーランのタリー家の病気の当主グローヴァー・タリーが亡くなったとデイモンに報告する。最期を看取ったのは治療に行ったアリスだと話す。孫のオスカーがリヴァーランドの最高位の領主の地位を継いでいる。

### ドラゴンストーンにて
ドラゴンストーンでは、レイニラが巨竜"ヴァーガー"に匹敵する、亡き夫レーナー・ヴェラリオンのドラゴン"シースモーク"の乗り手を探す。遠縁のサー・ステッフォン・ダークリンに騎乗を求め、ステッフォンは進んで試すも失敗して焼き殺される。シースモークは逃亡する。

### ドリフトマークにて
コアリーズはアリンを自分の船の一等航海士とする。アリンは頭を剃り、コアリーズとの類似を隠そうとする。ドラゴン"シースモーク"が浜にいたアリンの弟アダムを襲う。

### ドラゴンストーンにて
レイニラは自分の資質を疑い始め、ミサリアに慰められる。ミサリアは悲惨な過去を打ち明け、二人はキスをする。シースモークが乗り手とともに目撃された知らせが入る。レイニラは、"シアラックス"に乗って向かう。

## 評判

### 視聴者数
アメリカ合衆国内でのHBO初回放送では129.7万人に視聴された。